# Герб Донецкой области
Герб Доне́цкой о́бласти (укр. Герб Доне́цької о́бласті) — официальный символ (наряду с флагом) Донецкой области Украины.
Герб области был разработан рекламным агентством «Кардинал» под руководством К. П. Воробьёва и утверждён 17 августа 1999 года на сессии Донецкого областного совета. 5 октября 1999 года совет также утвердил Положения о гербе и флаге Донецкой области.
Впоследствии авторским коллективом в составе Е. А. Малахи и В. С. Шатунова был исполнен свой проект герба, который, по мнению разработчиков, является эталонным. Изображение данного герба получило определённое распространение в Донецкой области, однако официальной информации о его утверждении нет, как нет и сведений об упразднении прежней символики.

## Описание и обоснование символики

### Официальный герб
Описание официальной версии из решения Донецкого областного совета от 5 октября 1999 года № 23/8-193 «Об утверждении Положения о флаге и Положения о гербе Донецкой области»:

Герб области представляет собой геральдический щит (четырёхугольный, заостренный книзу). Закругленные части герба представляют собой 1/4 круга с радиусом окружности, равным 1/8 высоты герба. Поле щита золотого цвета с оконечностью чёрного цвета. Оконечность составляет 1/5 часть геральдического щита и отсечена дугой окружности (соотношение диаметра окружности к высоте щита составляет 49:8). На золотом поле щита изображена лазурная «Пальма Мерцалова». Основание ствола пальмы выходит из оконечности. Ствол пальмы расположен на вертикальной оси симметрии щита. Пальма имеет десять листьев и венчик. Высота пальмы составляет 6/8 высоты щита. Щит, увенчанный золотой короной из каштановых листьев (соотношение высоты короны к высоте щита составляет 1:4), обрамлён венком из зелёных дубовых листьев с желудями золотого цвета. Под щитом герба, на пурпурной ленте, изображён девиз «Возможность доказана делом». Девиз исполнен шрифтом Quant Antiqua. Длина ленты не превышает внешних границ венка.— Герб Донецкой области // сайт Областного Совета
Лазурный, чёрный и золотой также являются цветами флага Донецкой области.

### Проект «эталонного герба» Е. А. Малахи
В золотом поле на чёрной оконечности пальма того же цвета. Щит увенчан короной из золотых кленовых листьев на золотом обруче и обрамлён венком из золотых дубовых листьев, перевитых лазурной лентой. Под оконечностью щита на лазурной ленте надпись золотом — «Донецька область» (рус. Донецкая область).— Символика Донецкой области // сайт «Донбасс информационный — путеводитель по Донецкой области»
Центральная фигура герба — «пальма Мерцалова» — олицетворяет «промышленный потенциал Донецкой области и пальму первенства Донецкой области в промышленности». Корона и венок из дубовых листьев «являются признаком территориального деления с областным значением». Золотое поле щита символизирует богатство, могущество и изобилие. Чёрная оконечность символизирует залежи угля.

## История
Одна из первых попыток создания символики области была предпринята в конце 1960-х годов. 31 января 1967 года бюро Донецкого областного комитета Коммунистической партии Украины и исполнительный комитет областного совета приняли постановление «О гербах городов и районов Донецкой области», в соответствии с которым предполагалось утвердить и герб самой области. При этом документальных подтверждений того, что в указанный период могла проводиться разработка областного герба, выявлено не было.
В начале 1990-х годов получил распространение неофициальный символ области, представлявший собой «красный щит с синим волнистым пониженным поясом, над которым золотая крепость с тремя башнями и открытыми воротами». Значение данной символики остаётся неизвестным.
29 июня 1999 года Донецкой областной администрацией был объявлен конкурс проектов символики области, инициатором которого выступил благотворительный фонд «Золотой Скиф» (укр. Золотий Скіф) — организатор одноимённого фестиваля, целью которого является популяризация Донецкого края. Экспертную комиссию возглавил президент фонда Виктор Фёдорович Янукович (укр. Віктор Федорович Янукович), в то время занимавший пост председателя областной администрации. В ходе проведения конкурса на рассмотрение комиссии поступило более 100 работ от 94 авторов (по другим данным количество участников составило 98 человек, а количество присланных ими работ — около 200). В число лучших проектов, отобранных экспертной комиссией, вошёл эскиз герба, разработанный донецким рекламным агентством «Кардинал» под руководством Константина Петровича Воробьёва (автор идеи герба) —
исполнительного директора «Золотого Скифа» и члена комиссии областного совета по рассмотрению проектов символики области. Именно этот вариант, после дальнейшего обсуждения на коллегии областной администрации, а затем на сессии областного совета, и был в итоге одобрен депутатами.

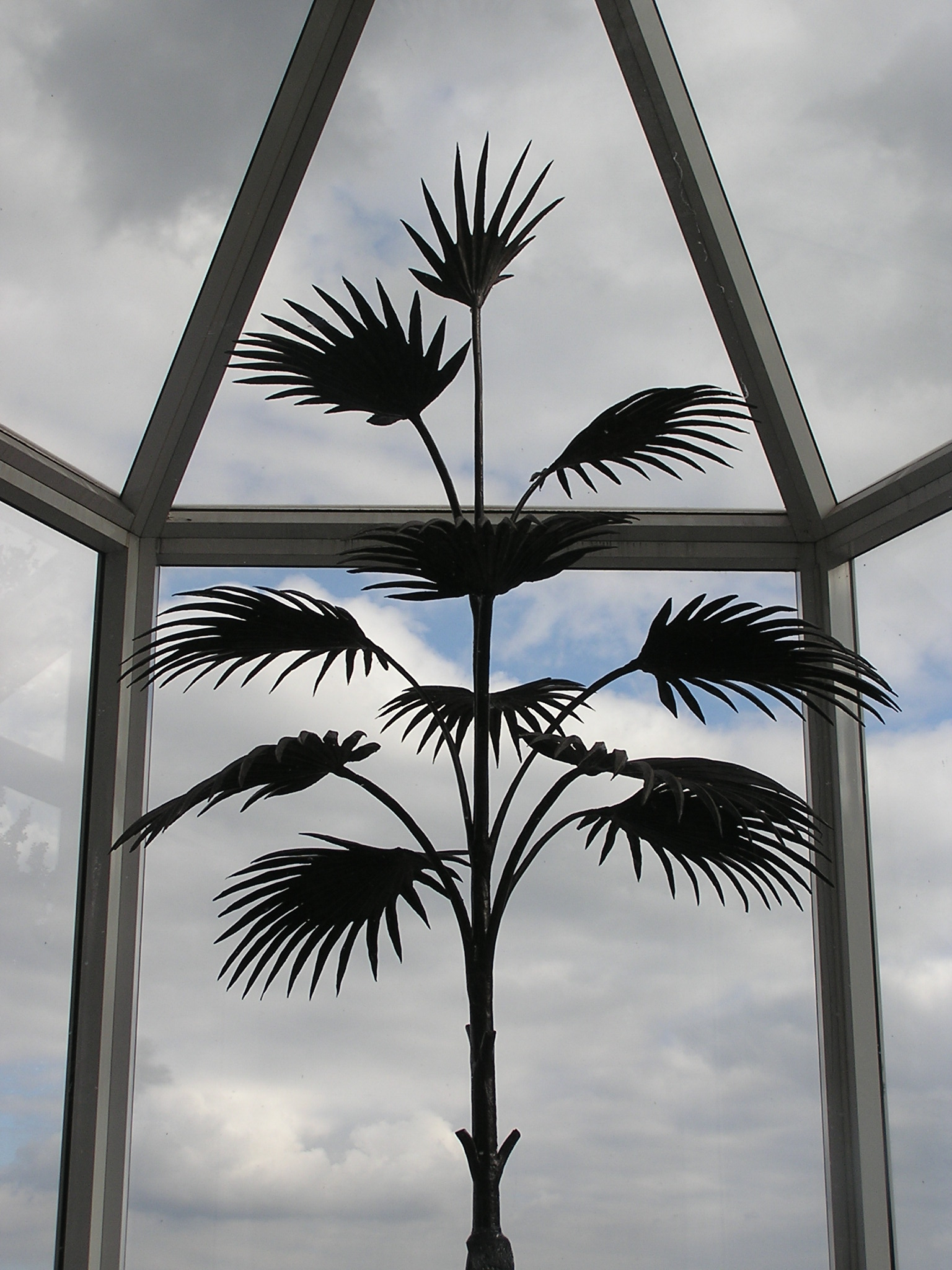
Пальма Мерцалова — один из ключевых элементов в гербе Донецкой области

17 августа 1999 года Донецкий областной совет утвердил герб следующего содержания: 

В золотом поле на чёрной вогнутой оконечности лазуревая пальма. Щит венчает золотая стилизованная корона из каштановых листьев, и обрамляет венок из зелёных дубовых веток, перевитый пурпурной лентой с девизом: «Можливість доведена на ділі» (на русском языке «Возможность доказана делом»).Оригинальный текст (укр.)У золотому полі на чорній вигнутій основі синя пальма. Щит увінчує золота стилізована корона з каштанових листків, і обрамовує вінок зі зелених дубових гілок, перевитий пурпуровою стрічкою з девізом: «Можливість доведена на ділі» (російською мовою «Возможность доказана делом»).
В качестве одной из главных фигур областного герба была выбрана «пальма Мерцалова» — скульптурное изображение пальмы с 11 листьями, выкованное из стального рельса кузнецом Юзовского металлургического завода Алексеем Ивановичем Мерцаловым для XVI Всероссийской промышленной и художественной выставки в Нижнем Новгороде (1896 год). Оригинал этой скульптуры экспонируется в музее Санкт-Петербургского горного университета. По замыслу авторов герба, фигура пальмы трактовалась как символ угольной и металлургической промышленностей, творческой мысли и труда, а также являлась олицетворением основных профессий Донбасса: шахтёр, металлург, машиностроитель, химик.
Корона из листьев каштана (согласно другим источникам — из листьев клёна), помещённая над щитом французской формы, указывала на областной статус герба. Листья дуба, обрамлявшие герб, символизировали доблесть, величие и надежность. Ставшие девизом слова «Возможность доказана делом» был заимствованы из высказывания русского учёного Дмитрия Ивановича Менделеева, посетившего регион в 1897 году по поручению Императорской Санкт-Петербургской Академии наук и охарактеризовавшего его потенциал следующим образом: «Недавняя пустыня ожила. Успех полный. Возможность доказана делом».

## Критика и альтернативный проект
Официальный герб Донецкой области был негативно воспринят многими украинскими геральдистами и дизайнерами, а в местных СМИ появилась серия публикаций, где поднимались вопросы об ошибках, допущенных в ходе процедуры его принятия, а также о его несоответствии геральдическим региональным традициям, сложившимся на Украине. Так, в январе 2003 года заслуженный работник культуры Украины Евгений Александрович Малаха, участвовавший в рассмотрении проектов символики Донецкой области, в интервью интернет-изданию «ОстроВ» заявил, что в принятом областным советом гербе не были учтены замечания экспертной комиссии и он содержит ряд нарушений. К примеру, использование французского щита противоречило рекомендациям Украинского геральдического общества, предлагавшего разрабатывать гербы областных центров Украины на полукруглых щитах. «Пальму Мерцалова», по мнению Малахи, следовало изобразить не лазуревой, а чёрной (оригинальное изделие было выковано из металла именно такого цвета, а соответствующая ему гербовая фигура обозначала чёрную металлургию и угольную промышленность); венок из дубовых ветвей — не зелёным (зелень в геральдике — символ молодости, несовершенства, неуверенности), а золотым (золото — символ богатства, могущества, изобилия).
В феврале 2003 года исполнительная дирекция благотворительного фонда «Золотой Скиф» — инициатора конкурса проектов символики Донецкой области — выступила с опровержением информации о нелегитимности разработанного фирмой «Кардинал» областного герба, утверждая, что никаких процедурных нарушений при принятии герба не было, так же как и не было замечаний к проекту со стороны членов экспертной комиссии, осуществлявшей контроль за соблюдением правил геральдики. В свою очередь представители фонда обвинили Е. А. Малаху в попытке «удовлетворения личных амбиций», а его выступления в СМИ охарактеризовали как проявление «уязвленного самолюбия творческого человека».

### «Эталонный герб» Евгения Малахи

Рисунок проекта большого герба (авторы — Е. А. Малаха и В. С. Шатунов)

Евгений Малаха и донецкий художник Владимир Сергеевич Шатунов разработали собственное, «эталонное» изображение символа области.
От официального варианта «эталонный герб» отличался прежде всего полукруглой формой щита, а также формой геральдической короны. Последняя изображалась не прямой, а выгнутой вверх. Изменения коснулись и другого украшения герба — венка, обрамлявшего щит: дубовые листья были выкрашены вместо зелёного цвета в золотой и переплетены лазуревой лентой с названием региона (на украинском языке), заменившей пурпурную ленту с девизом на русском языке (авторы нового проекта руководствовались тем, что «девиз на территориальных гербах преимущественно не ставится, так как это прерогатива личных гербов»). В меньшей степени корректировке подверглись фигуры, помещённые в поле щита: цвет пальмы был изменён с лазуревого на чёрный, а оконечность перестала быть вогнутой.
По свидетельству Е. А. Малахи, подготовленный им совместно с В. С. Шатуновым эталонный образец графического изображения герба был вручён в 1999 году председателю Донецкого областного совета В. Ф. Януковичу при подведении итогов конкурса, но по неизвестным причинам на сессии областного совета депутаты утвердили не этот, а первоначальный, «неправильный» вариант герба, который и стал официальным символом области. По данным же благотворительного фонда «Золотой Скиф», «эталонный образец был изготовлен победителем конкурса — фирмой „Кардинал“ и … передан в облсовет и обладминистрацию», а затем заверен подписью Виктора Януковича (копия соответствующего документа находилась в архиве фонда).
В начале 2000-х годов Евгений Малаха обратился в Донецкий областной совет с предложением внести изменения в утверждённый 17 августа 1999 герб области, с целью приведения последнего в соответствие с эталонным образцом. Официальной информации о рассмотрении советом данного вопроса нет. Несмотря на это «эталонный герб» используется областью де-факто, в частности структурами МВД Украины.
В январе 2003 года донецкие газеты «Жизнь» и «Салон» опубликовали изображение проекта большого герба Донецкой области, разработанного Евгением Малахой в соавторстве с Владимиром Шатуновым. От «эталонного герба» этот вариант отличался наличием дополнительных геральдических атрибутов — щитодержателей, девиза и др. Щит поддерживали два вздыбленных гнедых коня с развевающимися гривами и хвостами, стоящие на постаменте. По обеим сторонам щита были изображены золотые стебли ковыля; в основании щита — две золотые дубовые ветви, положенные накрест. Всё находилось в круге, пониженно-пересечённом постаментом на лазурь и чернь и окаймлённом золотым сиянием, переходившим под щитом в золотую ленту с девизом possibilitas re probata est (в переводе с лат. — «возможность доказана делом»). Кони и ковыль символизировали человеческий труд в донецких степях, направленный на развитие области.
Позднее авторство проекта было оспорено руководством фонда «Золотой Скиф», утверждавшим, что опубликованный в указанных выше СМИ рисунок — «практически точная копия» большого герба, который рекламное агентство «Кардинал» вместе с малым гербом представило на конкурс символики Донецкой области в 1999 году (эскиз не был принят членами экспертной комиссии).

## Использование
Ряд источников указывает на использование Донецкой областью обеих версий графического изображения герба — официально утверждённой и так называемой «эталонной». Например, в 2003 году интернет-издание «ОстроВ» сообщило о следующем факте:

Изображение герба Донецкой области, тиражируемое на всевозможной печатной продукции, как оказалось, имеет существенные различия с гербом, изображённым на почётном знаке Донецкого облсовета, которым был награждён в своё время президент Л. Кучма. Более того, даже в кабинетах областной администрации сегодня можно увидеть герб области в двух вариантах.
Известно, что до 2014 года в знании мэрии Донецка использовалась видоизменённая версия «эталонного» герба: название области, выполненное на лазурной ленте было заменено девизом области на пурпурной ленте. Иногда герб изображается на французском щите, используемого в официальном гербе, но в цветах «эталонного».
Наибольшее распространение получил официальный герб, используемый на сувенирных изделиях; юбилейных монетах и марках; знаках отличия; сайтах областной государственной администрации и областного совета и т. д. В свою очередь, изображение «эталонного герба», воспроизводится, к примеру, на эмблемах УМВД Украины, Главного управления Национальной полиции Украины в Донецкой области, Государственного архива Донецкой области, Донецкого юридического института МВД Украины (ДЮИ); Знаке «Слава Донетчины» и др.

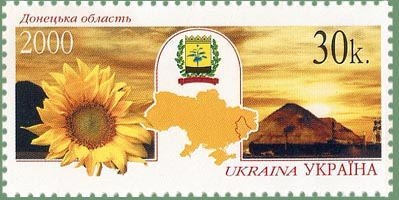
Почтовая марка Украины  (Mi #379). 2000 год.
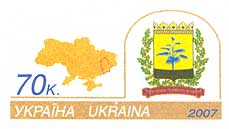
Оригинальная марка художественного маркированного конверта Украины. 2007 год.
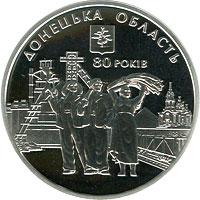
Реверс серебряной юбилейной монеты «80 лет Донецкой области» (укр. 80 років Донецькій області)[24]. 2012 год.
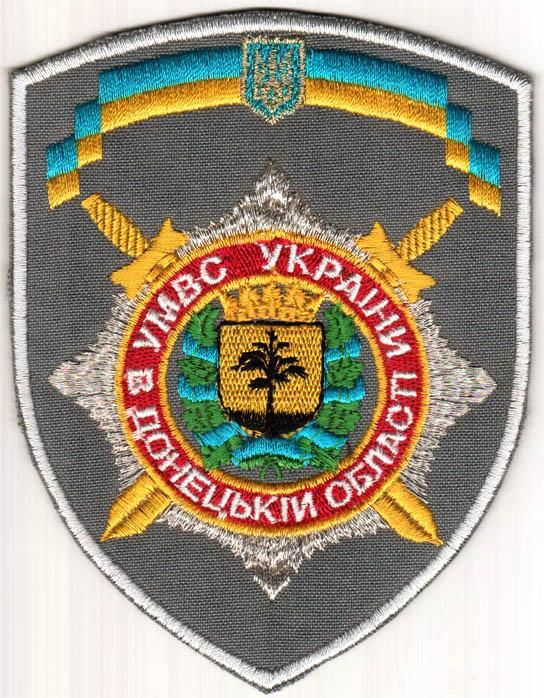
Шеврон УМВД Украины в Донецкой области
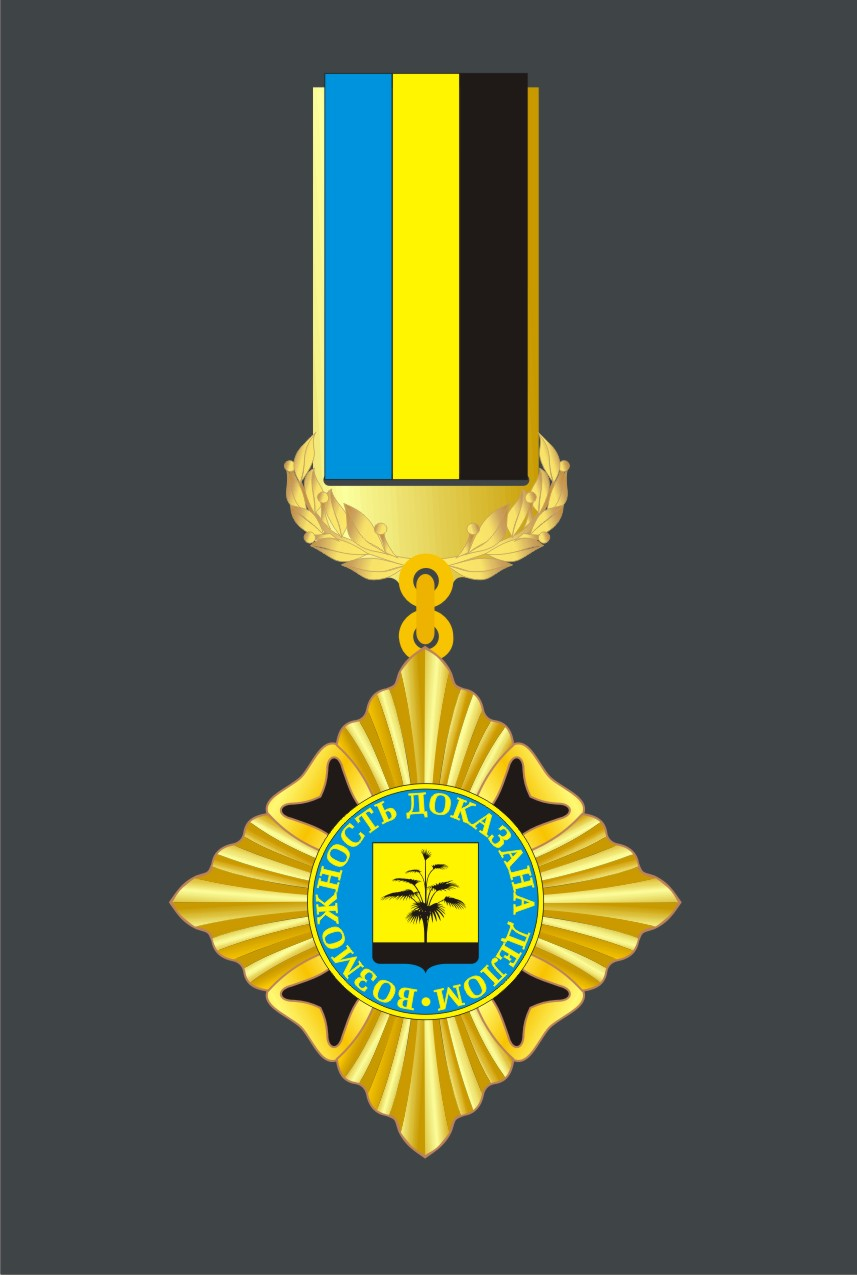
Почётный знак Донецкого областного совета[27]. 2008 год
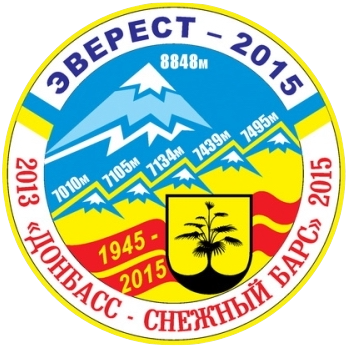
Эмблема серий альпинистских экспедиций «Эверест-2015» (2013—2015)
156-й зенитно-ракетный полк ПВО Украины
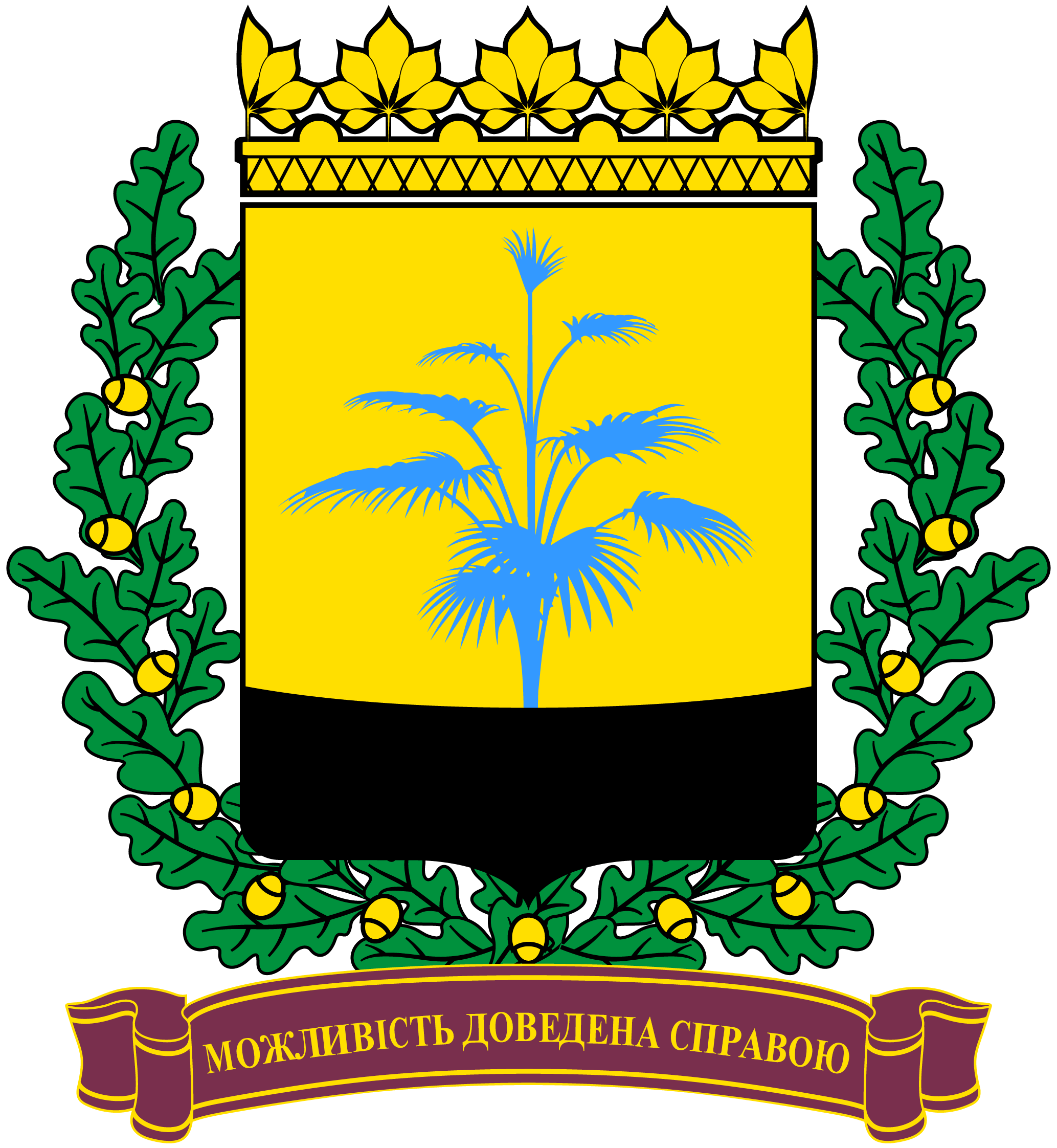
Вариант на украинском языке

### Комментарии
1. ↑  В период проведения конкурса на лучший герб Донецкой области Евгений Малаха не только исполнял обязанности члена комиссии по рассмотрению проектов символики области, но и принимал участие в самом конкурсе на общих основаниях. Однако его проект не был одобрен другими членами комиссии.